# Marina (wodospad)
Marina – wodospad na rzece Ipobe, w Gujanie, wysokości 91 metrów. Jest najwyższy w kaskadzie o łącznej wysokości 152 metrów. Znajduje się w regionie Potaro-Simaruni w centralnej części kraju, 220 km na południowy zachód od stolicy Georgetown. Położony na wysokości 477 metrów nad poziomem morza.
Teren wokół Mariny jest pagórkowaty na północnym wschodzie, ale na południowym zachodzie jest płaski. Opada na północ. Najwyższy punkt w okolicy znajduje się 585 metrów nad poziomem morza, 1,8 km na południowy wschód od Mariny. Obszar wokół jest prawie niezamieszkany, z liczbą mieszkańców mniejszą niż dwa na kilometr kwadratowy. W pobliżu nie ma społeczności. W okolicach zbiornika rośnie główny zielony las liściasty.
W okolicy panuje klimat tropikalnych lasów deszczowych. Średnia roczna temperatura w okolicy wynosi 20° C. Najcieplejszym miesiącem jest wrzesień, kiedy średnia temperatura wynosi 22 stopnie Celsjusza, a najzimniejszym jest styczeń, z 18° C. Średnie roczne opady wynoszą 2 755 milimetrów. Najbardziej mokrym miesiącem jest czerwiec, ze średnią 466 mm opadów, a najsuchszym jest wrzesień, z 76 mm opadów.